# Kanton Lanmeur
Kanton Lanmeur (fr. Canton de Lanmeur) je francouzský kanton v departementu Finistère v regionu Bretaň. Skládá se z osmi obcí.

## Obce kantonu
- Garlan
- Guimaëc
- Lanmeur
- Locquirec
- Plouégat-Guérand
- Plouezoc'h
- Plougasnou
- Saint-Jean-du-Doigt